# Marie Křížová
Marie Křížová (12. dubna 1908 – ???) byla česká a československá politička Komunistické strany Československa a poúnorová poslankyně Národního shromáždění ČSR.

## Biografie
V roce 1948 se uvádí jako dělnice a předsedkyně závodní odborové skupiny v továrně Bohemia v obcí Vráto.
Po volbách roku 1948 byla zvolena do Národního shromáždění za KSČ ve volebním kraji České Budějovice. Mandát nabyla až dodatečně v červnu 1952 jako náhradnice poté, co rezignoval poslanec Josef Jann. V parlamentu zasedala až do konce funkčního období, tedy do voleb v roce 1954.
Od prosince 1965 do roku 1968 ji Krajská správa StB České Budějovice evidovala jako držitelku propůjčeného bytu, s krycím jménem Kříž.